# Internet library sub-saharan Africa

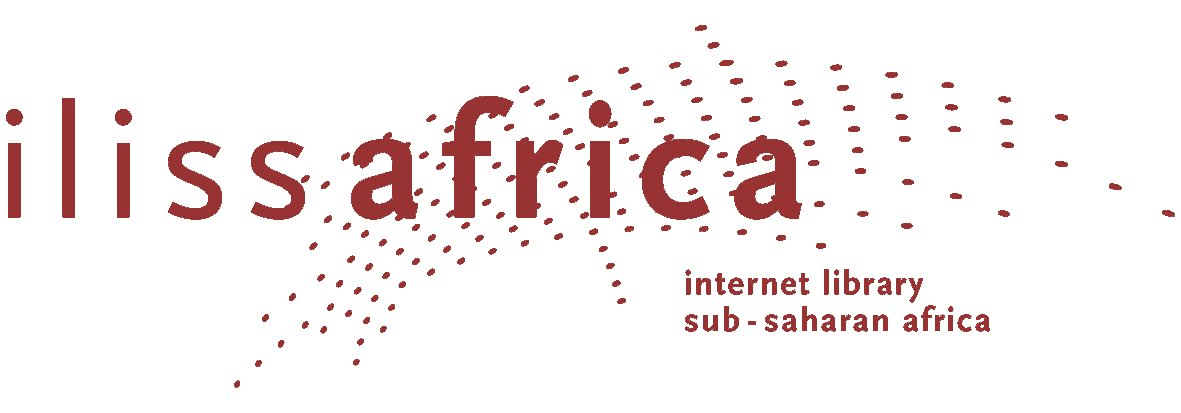
Le logo d'ilissAfrica.

L'internet library sub-saharan Africa (ilissAfrica) est un portail Internet permettant un accès intégré à de nombreuses sources d’informations scientifiques, conventionnelles ou électroniques, pertinentes dans le domaine des études africaines sub-sahariennes . Cette offre est disponible en allemand, anglais et français et est en ligne depuis le premier juin 2009. Elle couvre de nombreux domaines différents tels que les sciences sociales, l’histoire, la philologie, l’ethnologie et les études culturelles.

## Description
IlissAfrica est un projet de la section Afrique de la bibliothèque universitaire de Francfort et du centre d’information de l’institut de recherche GIGA (German Institute of Global and Area Studies) à Hambourg. Tous les deux sont responsables des collections spécialisées pour l’Afrique subsaharienne en Allemagne. Financé par la Deutsche Forschungsgemeinschaft (Agence Allemande pour le Financement de la Recherche Universitaire).
IlissAfrica permet d'accéder à des bases de données et des catalogues de bibliothèques, ainsi qu’à une base de données de liens se rapportant à l'Afrique subsaharienne. IlissAfrica est composé de quatre modules principaux :

### La recherche générale
La recherche générale permet une recherche simultanée dans plusieurs bases de donnés et catalogues de bibliothèques :
- la collection Afrique du catalogue de la bibliothèque universitaire de Francfort, celle-ci étant responsable, pour toute l’Allemagne, de la collection spéciale « Afrique sub-saharienne » ;
- la collection Afrique du catalogue du Centre d’information de l’institut de recherche GIGA à Hambourg, celui-ci étant responsable, pour toute l’Allemagne, de la collection spéciale « Afrique sub-saharienne – littérature grise » ;
- le catalogue de la bibliothèque du African Studies Centre à Leyde (la plus grande collection de littératures dans le domaine des études africaines aux Pays-Bas) ;
- le catalogue de la bibliothèque du Nordic Africa Institute à Upsal (bibliothèque commune des pays scandinaves) ;
- le catalogue de la bibliothèque du département d’anthropologie et d’études africaines à Mayence/Allemagne (y compris la bibliothèque Jahn pour les littératures africaines) ;
- le catalogue rétrospectif de la bibliothèque universitaire de Francfort (littérature acquise jusqu’en 1986) ;
- la collection « Afrique sub-saharienne » du catalogue OLC-SSG (références d’articles de 170 périodiques spécialisés) ;
- la base de données de sites Internet d’ilissAfrica ;
- le portail Bielefeld Academic Search Engine (BASE) est un moteur de recherche scientifique multidisciplinaire par la bibliothèque de l’université de Bielefeld. Ce moteur indexe une sélection de ressources électroniques scientifiques respectant le protocole OAI-PMH. La liste des archives ouvertes interrogeables dans ilissAfrica contient Gallica, Cairn, HAL, Persée, AJOL, trente dépôts institutionnel d’Afrique et les dépôts d’archives ouvertes de SOAS, LSE, Michigan, Illinois, Indiana et Harvard universities ;
- photothèque coloniale avec 50 000 photos historiques en ligne de la Bibliothèque Universitaire de Francfort, Allemagne, et de la Bibliothèque Sam Cohen, Swakopmund, Namibie.

### Annuaire de sites Internet
IlissAfrica contient plus de 4 000 liens choisis en fonction de leur pertinence dans le domaine des études africaines. Construite par l’équipe de rédaction d’ilissAfrica, elle est régulièrement mise à jour et les liens sont classés, catégorisés, indexés et fournis avec un résumé. Une recherche avancée permet d’utiliser des filtres ou de rechercher par pays, thèmes ou types de sources.

### Base de données pour scientifiques juniors
Cette base de données de particuliers (actuellement disponible uniquement en allemand), destinée aux scientifiques juniors des études africaines en Allemagne, leur permet de s’inscrire afin de publier leur profil sur le Web et par là-même, de créer des réseaux d’intérêts.

### Guide de libre accès
Ce guide, principalement destiné aux chercheurs basés en Afrique, liste des projets et sites Internet offrant un accès gratuit ou très bon marché à des bases de données et périodiques électroniques scientifiques et spécialisés. Les institutions en Afrique peuvent également faire une demande de dons d’ouvrages et périodiques scientifiques publiés par des maisons d'édition allemandes.